# Cs. Kovács Katalin
Cs. Kovács Katalin (Kolozsvár, 1947. január 28. – 2025. január 28.) erdélyi magyartanár, író.

## Életpályája
Magyar–francia szakot végzett a kolozsvári Babeș–Bolyai Tudományegyetemen 1972-ben. Tanári állomásai: Ditró (líceum, 1972–1974), Buza (általános iskola, 1974–1978), Kolozsvár (Brassai Sámuel Elméleti Líceum, 1978–1990).

## Munkássága
Prózai és publicisztikai írásai jelentek meg a Romániai Magyar Szóban, módszertani tanulmányai a Fordulópont című kiadványban (Pont Kiadó).

### Könyvei
- Szamosújvári örmények (Armenia Kiskönyvtár, 1998)
- Időringató. Barangolások térben és időben; Charta, Sepsiszentgyörgy, 2009
- Arc(mások) árnyékban (Avalon Kiadó, Kolozsvár, 2015)